# Zustandsgleichung von Jones-Wilkins-Lee
Die Zustandsgleichung von Jones-Wilkins-Lee wird für den durchreagierten Zustand von Sprengstoffen verwendet.
{\displaystyle p=A\cdot \left(1-{\frac {\omega }{R_{1}\cdot V}}\right)\cdot \exp(-R_{1}\cdot V)+B\cdot \left(1-{\frac {\omega }{R_{2}\cdot V}}\right)\cdot \exp(-R_{2}\cdot V)+{\frac {\omega \cdot e_{0}}{V}}}
Es ist {\displaystyle V=\rho _{e}/\rho } mit {\displaystyle \rho _{e}} = Dichte des Sprengstoffs und {\displaystyle \rho } = Dichte der Detonationsprodukte. Die Parameter {\displaystyle A}, {\displaystyle B}, {\displaystyle R_{1}}, {\displaystyle R_{2}} und {\displaystyle \omega } sind Tabellenwerken zu entnehmen (s. Dobratz et al.). Dort sind auch die für den gewählten Sprengstoff notwendigen Angaben zu Anfangsdichte {\displaystyle \rho _{0}}, Detonationsgeschwindigkeit {\displaystyle V_{D}}, Chapman-Jouguet-Druck {\displaystyle P_{CJ}} und der im Sprengstoff enthaltenen chemischen Energie {\displaystyle e_{0}} aufgeführt. Die JWL-Zustandsgleichung ist an Versuchsergebnisse einfach anzupassen und wird durch eine Summe {\displaystyle p_{S}=\sum \phi _{i}(\nu )} bei konstanter Energie ermittelt, d. h. die Isentrope ist die Basis für die Zustandsgleichung. Die Isentrope ist dabei eine erste Näherung der Zustandsgleichung bei niederen Drücken.

## Beispiele für Parameter der JWL-Zustandsgleichung
TNT
{\displaystyle \rho _{0}=1{,}630\,\mathrm {g/cm} ^{3}} ; {\displaystyle v_{D}=6930\,\mathrm {m/s} }; {\displaystyle p_{CJ}=21{,}0\,\mathrm {GPa} }; {\displaystyle A=373{,}8\,\mathrm {GPa} }; {\displaystyle B=3{,}747\,\mathrm {GPa} }; {\displaystyle R_{1}=4{,}15}; {\displaystyle R_{2}=0{,}90}; {\displaystyle \omega =0{,}35}; {\displaystyle e_{0}=6{,}00\,\mathrm {GPa} }
Composition B
{\displaystyle \rho _{0}=1{,}717\,\mathrm {g/cm} ^{3}}; {\displaystyle v_{D}=7980\,\mathrm {m/s} }; {\displaystyle p_{CJ}=29{,}5\,\mathrm {GPa} }; {\displaystyle A=524{,}2\,\mathrm {GPa} }; {\displaystyle B=7{,}678\,\mathrm {GPa} }; {\displaystyle R_{1}=4{,}20}; {\displaystyle R_{2}=1{,}10}; {\displaystyle \omega =0{,}35}; {\displaystyle e_{0}=8{,}50\,\mathrm {GPa} }